# Liborio Justo
Liborio Justo (6 de febrero de 1902 – 7 de agosto de 2003) fue un teórico político marxista argentino. Fue un activo militante y fundador de grupos trotskistas, y era conocido por los pseudónimos de Quebracho, Agustín Bernal y Lobodón Garra.

## Biografía
Hijo del militar argentino Agustín P. Justo y de Ana Bernal, ingresó a la Facultad de Medicina de la Universidad de Buenos Aires en 1919, en plena ebullición de la Reforma Universitaria. Adscribió a la Reforma como movimiento político y publicó en la década del veinte algunos artículos al respecto.
En 1930 escribió acerca de la historia de las instituciones norteamericanas. Durante una estadía en Estados Unidos, conoció a los trotskistas, a quienes adhirió durante buena parte de su vida.
En noviembre de 1936 publicó en la revista Claridad (de Buenos Aires) una Carta Abierta donde renegaba del estalinismo, acusándolo de antirrevolucionario. Entre 1932 y 1938, su padre fue presidente de la Nación. En la recepción de su padre al presidente Franklin Delano Roosevelt (1882-1945), levantó su voz de protesta al grito de «Abajo el imperialismo yanqui». En 1941 sería expulsado del Partido Comunista por Ghioldi quien adhería a las políticas dictadas por Stalin tras denuncia r el asesinato de Trotski. Durante la década del 40 publicaría varios panfletos con sus ideas politicas. En 1955 tras producirse el golpe de Estado de septiembre sería encarcelado durante la dictadura autodenominada Revolución Libertadora tiempo durante el cual sufriría torturas y vejamenes junto a otras figuras reconocidas del comunismo.
Partidario de la IV Internacional, editaba un Boletín de Información que hacía campaña por la unificación de los partidarios de la IV Internacional en la Argentina. Desarrolló un importante trabajo teórico y práctico para poner en pie, en la Argentina, una sección de la IV Internacional. Había organizado una primera conferencia y un primer reagrupamiento el 7 de noviembre de 1937. Más tarde terminaría alejándose del movimiento.

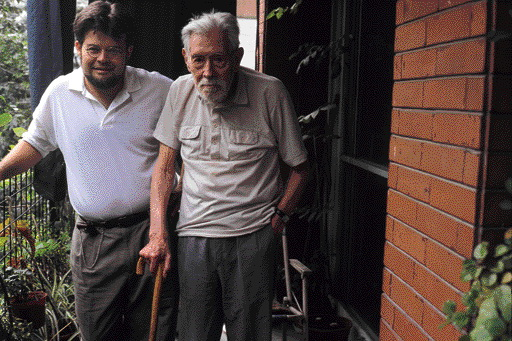
Liborio Justo en su casa sobre la calle Moldes, Buenos Aires, junto a Claudio Bertonatti, 1999.

Fue autor de una extensa obra bibliográfica. Podría decirse que la dedicó a grandes temas de preocupación: la política, la historia y los cuentos costumbristas. En estos últimos y con el pseudónimo de Lobodón Garra demostraba un profundo conocimiento de la naturaleza argentina y alentó su conservación, tal como lo puso en evidencia el naturalista Claudio Bertonatti, con quien cultivó amistad en sus últimos años.
Fue partidario de una revolución marxista en Argentina y su ideal era que América Latina se llamase Andesia, el mismo término que empleó el poeta chileno Vicente Huidobro para denominar a la alianza de países latinoamericanos para frenar la hegemonía estadounidense.
Su hija, Mónica Justo organizó un portal donde rescata diversos aspectos biográficos: http://www.liboriojusto.org

## Obras
- La tierra maldita (1932)
- Río abajo (1955)
- Prontuario (1956)
- Estrategia Revolucionaria (1957)
- León Trotsky y Wall Street (1959)
- Pampas y lanzas (1962)

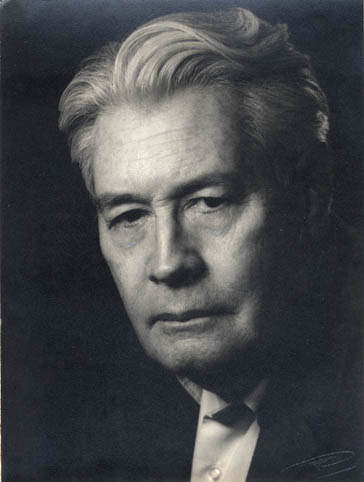
Retrato de Liborio Justo

- Bolivia: la revolución derrotada (1967)
- Nuestra patria vasalla, 5 Tomos y Apéndice (1968/1993)
- A sangre y lanza (1969)
- Masas y balas (1974)
- Literatura argentina y expresión americana (1977)
- Argentina y Brasil en la integración continental (1983)
- Subamerica (1995)
- Subamerica II (1997)
- Cien años de letras argentinas (1998)
- Pampas y lanzas II (2002)

Una de sus prosas, autobiográfica, es Prontuario. Otra es Río Abajo. Sobre esta última se realizó el filme homónimo dirigido en 1960 por Enrique Dawi y es una de las fuentes de inspiración del filme El sueño del perro (2007), del cineasta argentino Paulo Pécora.
"Nuestra patria vasalla", "Bolivia: La revolución derrotada", "Pampas y lanzas" y "Estrategia revolucionaria" son algunas de sus principales obras.
"La tierra maldita", colección de cuentos de ambiente patagónico.